# Estadio Clemente Fernández de Oliveira
El Estadio Clemente Fernández de Oliveira es un estadio de fútbol argentino con sede en la ciudad de Posadas, Misiones, Argentina. Está ubicado en el lugar donde se erigía el antiguo estadio con el mismo nombre construido en 1923. En el Estadio Clemente Fernández de Oliveira juega como local el Club Deportivo Guaraní Antonio Franco; es además anualmente sede de las finales de la Liga Posadeña de Futbol.

## Historia
Las obras del estadio de Guaraní Antonio Franco comenzaron a desarrollarse en 1959, casi inmediatamente después de los partidos disputados frente a Don Orione, del Chaco, por el Campeonato de Campeones organizado por Boca Juniors.
La construcción contó con apoyo oficial del gobierno constitucional del doctor César Napoleón Ayrault, a partir de 1961, cuando Posadas también estaba enfrascada en otro gigantesco emprendimiento: la construcción del anfiteatro Manuel Antonio Ramírez, que al año siguiente sería sede del Campeonato Argentino de Básquetbol. El gobernador Ayrault, hincha del club -una tribuna popular lleva su nombre-, encargó la redacción de los detalles técnicos de la obra al ingeniero Stribell.
El plan original fue ampliado por el arquitecto González, quien incluyó la concepción de un moderno estadio, con una tribuna de cemento con visera y por considerarlo un aporte a la comunidad el gobierno provincial apoyó decididamente la obra y así, con el concurso de socios, simpatizantes, directivos, comerciantes y vecinos se pudo seguir a ritmo acelerado la construcción del estadio que quedó terminado en el mes de septiembre de 1963.
La construcción de ese estadio marcó un hito trascendente en la vida deportiva de los misioneros, en particular de la familia franjeada, bajo la presidencia de “Nenito” Fernández de Oliveira, quien falleció el 3 de junio de 1965, con apenas 45 años.
Para el acontecimiento, los directivos “franjeados” concretaron el 20 de septiembre de 1963 una serie de partidos amistosos y para ello invitaron al 22 de Septiembre de Encarnación, Esporte Clube y Ferrocarril de Uruguayana (Brasil), Libertad de Asunción y la selección posadeña. En el primer partido, el 20 de septiembre, Sporte Clube de Uruguayana venció a Guaraní por 4 a 3, mientras que el 22 de Septiembre y Ferrocarril empataron 1 a 1 y Libertad de Asunción derrotó al seleccionado posadeño por 2 a 1.